# 해즈브로
해즈브로 주식회사(영어: Hasbro, Inc.)는 미국의 장난감 제조 완구 제작을 판매회사이다.

## 역사
해즈브로는 1920년대 초 형제였던 헨리 하센필드와 헤럴 하센필드가 함께 미국 로드아일랜드주에서 시작한 문구회사 '하센필드 브라더스'에서 시작한다. 처음에는 연필 등의 문구를 생산하다가 1940년에 두 형제 중 한 명인 헨리의 아들 메릴 하센필드가 병원놀이 장난감 세트를 만들면서 처음 완구업을 시작한다. 이후 1952년에 해즈브로가 내놓은 못생긴 감자를 의인화한 미스터 포테이토 헤드가 인기를 끌면서 더욱 입지를 다지게 된다. 미스터 포테이토 헤드는 기존의 예쁘기만한 인형과는 차별성을 두어 더욱 인기를 끌었다. 이후 움직임이 가능한 군인 모형 장난감 G.I. 조를 판권을 사서 생산했고 G.I. 조의 장난감 인형은 큰 인기를 끌었다. 이후 스타워즈 모형 인형 장난감을 내놓는 등 꾸준한 인기로 계속 성장하게 된다.
해즈브로는 인수와 병합 (M&A)를 지속적으로 해 나갔다. 처음에는 작은 기업이었지만 점차 인수와 합병을 통해 그 규모가 커져간다. 또한 판권을 사들여 생산하는 것을 지속적으로 해나간다.
무엇보다 해즈브로에서 가장 큰 이익을 가져다 준 것은, 1984년 새로운 형태의 트랜스포머라는 자동차에서 로봇으로 변신하는 완구를 생산한 데서 시작한다. 해즈브로는 트랜스포머를 단순히 장난감에서 파는 것에서 그치지 않고 적극적으로 애니메이션, 영화 등을 통해 홍보와 영역 확장을 하면서 현재의 대기업에 이르게 된다.

## 마블 코믹스
초기 해즈브로(Hasbro, Inc.)는 마블 코믹스(Marvel Comics)를 고용하어 배경 스토리를 만들었다. 편집장 짐 슈터(Jim Shooter)가 전반적인 스토리를 작성하고 캐릭터 생성 작업을 작가 데니스 오닐(Dennis O'Neil)에게 맡겼다. 한편 오닐(O'Neil)은 자신의 작업에 옵티머스 프라임(Optimus Prime)이라는 이름을 만들었으며 슈터(Shooter)는 캐릭터를 만들기 위해 밥 부디안스키 (Bob Budiansky)와 함께 일했다.

## 장난감과 보드게임
해즈브로는 장난감과 게임을 생산한다. 생산되는 장난감 시리즈에는 아미 앤트, 배틀 비스트, G.I. 조, 마스크, 포켓몬, 스타워즈, 트랜스포머, 너프 등이 있다.
해즈브로는 또한 보드 게임 제조업 중에서 가장 큰 기업 중 하나이다. 예를 들면 배틀쉽, 캔디랜드, 라이즈 게임, 스크래블, 미러미러, 클루, 모노폴리 얼티메이트 등이 있다.
해즈브로는 또한 그들이 생산하는 게임의 많은 변형 게임을 생산한다. 예를 들면 큰 인기를 모았던 스크램블 이후에 스크래블 디럭스 에디션, 스크래블 주니어 등을 생산한다. 해즈브로는 또한 대한민국에서도 보드게임으로 유명한 젠가, 모노폴리 등도 생산한다.

## 같이 보기
- 해즈브로 스튜디오
- 워저드 오브 더 코스트
- 레고